# An Evening with John Petrucci and Jordan Rudess
An Evening with John Petrucci and Jordan Rudess is een album van John Petrucci en Jordan Rudess, respectievelijk gitarist en keyboardspeler bij de progressieve metalband Dream Theater. Het album is ongewoon omdat het hele concert niet meer is dan een duet tussen gitaar en keyboards, zonder ritmesectie. Het nummer "The Rena Song" is opgedragen aan Petrucci's vrouw Rena.

## Nummers
Alle nummers geschreven door John Petrucci en Jordan Rudess (behalve indien anders aangegeven)
1. "Furia Taurina" – 10:10
2. "Truth" – 9:48
3. "Fife and Drum" – 9:30
4. "State of Grace" (Liquid Tension Experiment)– 5:45
5. "Hang 11" – 11:38
6. "From Within" (Jordan Rudess) – 5:21
7. "The Rena Song" (John Petrucci) – 7:03
8. "In the Moment" – 6:27
9. "Black Ice" – 10:54
10. "Bite of the Mosquito (studio version)" – 1:53

Nummers 4, 7 en 10 staan alleen op de heruitgave.

## Band
- John Petrucci: gitaar
- Jordan Rudess: keyboard